# Lebedín
Lebedín (en ucraïnès Лебедин) és una ciutat de la província de Sumi, Ucraïna. El 2021 tenia 24.238 habitants.